# Чемпіонат СРСР з легкої атлетики в приміщенні 1983
Чемпіонат СРСР з легкої атлетики в приміщенні 1983 року був проведений 18-20 лютого в Москві в спортивному комплексі «Крилатське», який вдруге поспіль в своїй історії прийняв старти чемпіонату.
Чемпіонство з легкоатлетичних багатоборств було розіграно 12-13 лютого в Запоріжжі.

## Медалісти

### Чоловіки
| Дисципліни                | Золото                                           | Золото  | Срібло                         | Срібло  | Бронза                       | Бронза  |
| ------------------------- | ------------------------------------------------ | ------- | ------------------------------ | ------- | ---------------------------- | ------- |
| 60 метрів                 | Віктор Бризгін Ворошиловград                     | 6,69    | Олександр Євгеньєв Ленінград   | 6,70    | Геннадій Мурашов Рига        | 6,72    |
| 200 метрів                | Іван Бабенко Ростов-на-Дону Андрій Федорів Львів | 21,37   | не вручалась                   |         | Сергій Соколов Київ          | 21,50   |
| 400 метрів                | Євген Ломтєв Саратов                             | 46,93   | Сергій Ловачов Ташкент         | 47,05   | Аліф Алієв Тбілісі           | 48,55   |
| 800 метрів                | Віктор Землянський Куйбишев                      | 1.48,69 | Олексій Литвинов Ленінград     | 1.49,65 | Микола Широков Магнітогорськ | 1.49,71 |
| 1500 метрів               | Валерій Абрамов Московська обл.                  | 3.43,8  | Володимир Малоземлін Тольятті  | 3.45,4  | Володимир Кальсин Алма-Ата   | 3.46,1  |
| 3000 метрів               | Валерій Абрамов Московська обл.                  | 7.50,89 | Володимир Кальсін Алма-Ата     | 7.56,05 | Сергій Кудлацький Київ       | 7.56,26 |
| 60 метрів з бар'єрами     | В'ячеслав Устинов Москва                         | 7,74    | Георгій Шабанов Псков          | 7,80    | Жан Мхітарян Ленінакан       | 7,83    |
| 3000 метрів з перешкодами | Сергій Єпішин Московська обл.                    | 8.23,34 | Борис Нестерук Кишинів         | 8.26,26 | Іван Дану Кишинів            | 8.28,87 |
| Стрибки у висоту          | Сергій Засимович Караганда                       | 2,28 м  | Юрій Шевченко Київ             | 2,28 м  | Валерій Середа Ленінград     | 2,26 м  |
| Стрибки з жердиною        | Сергій Кулібаба Алма-Ата                         | 5,65 м  | Олександр Крупський Іркутськ   | 5,55 м  | Олександр Обіжаєв Рига       | 5,55 м  |
| Стрибки у довжину         | Костянтин Семикін Москва                         | 8,07 м  | Юрій Харитонов Свердловськ     | 8,04 м  | Володимир Шабанов Москва     | 7,93 м  |
| Потрійний стрибок         | Яак Уудмяе Тарту                                 | 17,10 м | Олександр Яковлєв Київ         | 17,04 м | Геннадій Валюкевич Мінськ    | 16,97 м |
| Штовхання ядра            | Яніс Боярс Стучка                                | 20,49 м | Олександр Баришников Ленінград | 20,43 м | Сергій Донських Ленінград    | 20,07 м |

### Жінки
| Дисципліни            | Золото                                   | Золото  | Срібло                                     | Срібло  | Бронза                                        | Бронза  |
| --------------------- | ---------------------------------------- | ------- | ------------------------------------------ | ------- | --------------------------------------------- | ------- |
| 60 метрів             | Раїса Махова-Назарко Дніпропетровськ     | 7,37    | Марина Бабенко-Старличанова Ростов-на-Дону | 7,48    | Ірина Григор'єва Рига                         | 7,51    |
| 200 метрів            | Раїса Махова-Назарко Дніпропетровськ     | 23,70   | Євгенія Логінова Москва                    | 24,16   | Марина Бабенко-Старличанова Ростов-на-Дону    | 24,19   |
| 400 метрів            | Марія Пінігіна-Кульчунова Київ           | 52,34   | Людмила Бєлова Москва                      | 52,45   | Олена Корбан-Діділенко Балашиха               | 52,65   |
| 800 метрів            | Любов Гуріна Кіров                       | 2.00,47 | Світлана Кітова Москва                     | 2.01,44 | Людмила Борисова Краснодар                    | 2.01,48 |
| 1500 метрів           | Катерина Подкопаєва-Поривкіна Жуковський | 4.08,73 | Світлана Попова Харків                     | 4.09,22 | Надія Ралдугіна Сімферополь                   | 4.09,34 |
| 3000 метрів           | Ольга Двірна Ленінград                   | 9.00,03 | Світлана Гуськова Тирасполь                | 9.00,50 | Алла Лібутина-Тесленко Душанбе                | 9.00,96 |
| 60 метрів з бар'єрами | Світлана Гусарова Алма-Ата               | 8,04    | Марія Мерчук Кишинів                       | 8,13    | Віра Комісова Ленінград                       | 8,21    |
| Стрибки у висоту      | Тамара Бикова Ростов-на-Дону             | 1,91 м  | Лариса Косіцина Московська обл.            | 1,88 м  | Людмила Бутузова Чирчик Марина Сисоєва Фрунзе | 1,88 м  |
| Стрибки у довжину     | Олена Яцук Донецьк                       | 6,57 м  | Олена Іванова Москва                       | 6,53 м  | Тетяна Колпакова Фрунзе                       | 6,52 м  |
| Штовхання ядра        | Наталія Лісовська Москва                 | 20,49 м | Нуну Абашидзе Одеса                        | 20,43 м | Наталія Ахрименко Ленінград                   | 19,82 м |

## Чемпіонат СРСР з легкоатлетичних багатоборств в приміщенні
Чемпіонство з легкоатлетичних багатоборств було розіграно 12-13 лютого в межах окремого чемпіонату СРСР з багатоборств в приміщенні, проведеного в Запоріжжі в манежі учбово-спортивної бази заводу «Запоріжсталь».

### Чоловіки
| Дисципліна   | Золото                  | Золото           | Срібло              | Срібло           | Бронза                  | Бронза           |
| ------------ | ----------------------- | ---------------- | ------------------- | ---------------- | ----------------------- | ---------------- |
| Семиборство* | Олександр Невський Київ | 5816 очок (5967) | Тійт Пахкер Таллінн | 5730 очок (5917) | Сергій Пугач Челябінськ | 5721 очко (5894) |

### Жінки
| Дисципліна    | Золото                               | Золото               | Срібло                                  | Срібло           | Бронза                     | Бронза           |
| ------------- | ------------------------------------ | -------------------- | --------------------------------------- | ---------------- | -------------------------- | ---------------- |
| П'ятиборство* | Наталія Грачова-Прокопченко Нікополь | 4630 очок NIB (4662) | Світлана Овчиннікова-Якимович Ленінград | 4569 очок (4595) | Наталія Альошина Ленінград | 4523 очки (4595) |

* Для визначення переможця в змаганнях багатоборців використовувалась стара система нарахування очок. Перерахунок з використанням сучасних таблиць переводу результатів наведений в дужках.

## Медальний залік
Нижче представлений загальний медальний залік за підсумками обох чемпіонатів.
| Місце | Команда        | Золото | Срібло | Бронза | Загалом |
| ----- | -------------- | ------ | ------ | ------ | ------- |
| 1     | РРФСР          | 10     | 5      | 5      | 20      |
| 2     | УРСР           | 8      | 4      | 3      | 15      |
| 3     | Москва         | 3      | 4      | 1      | 8       |
| 4     | Казахська РСР  | 3      | 1      | 1      | 5       |
| 5     | Ленінград      | 1      | 4      | 5      | 10      |
| 6     | Естонська РСР  | 1      | 1      | 0      | 2       |
| 7     | Латвійська РСР | 1      | 0      | 3      | 4       |
| 8     | Молдавська РСР | 0      | 3      | 1      | 4       |
| 9     | Узбецька РСР   | 0      | 1      | 1      | 2       |
| 10    | Киргизька РСР  | 0      | 0      | 2      | 2       |
| 11    | Білоруська РСР | 0      | 0      | 1      | 1       |
| 11    | Таджицька РСР  | 0      | 0      | 1      | 1       |
| 11    | Вірменська РСР | 0      | 0      | 1      | 1       |
| 11    | Грузинська РСР | 0      | 0      | 1      | 1       |

## Командний залік
Нижче наведені дані щодо командного заліку на основному чемпіонаті, який офіційно визначався в розрізі союзних республік, а також спортивних товариств та відомств.

### Союзні республіки
| Місце     | Команда        | Очки    |
| Група І   | Група І        | Група І |
| --------- | -------------- | ------- |
| 1         | РРФСР-І        | 709     |
| 2         | УРСР-І         | 589     |
| 3         | Москва         | 534     |
| 4         | Ленінград      | 367     |
| 5         | Білоруська РСР | 213     |
| Група II  |                |         |
| 1         | Казахська РСР  | 183     |
| 2         | РРФСР-II       | 162     |
| 3         | Узбецька РСР   | 148     |
| 4         | Латвійська РСР | 113     |
| 5         | Литовська РСР  | 87      |
| 6         | УРСР-II        | 83      |
| Група III |                |         |
| 1         | Молдавська РСР | 90      |
| 2         | Таджицька РСР  | 70      |
| 3         | Вірменська РСР | 64      |

### Спортивні товариства та відомства
| Місце    | Команда         | Очки    |
| Група І  | Група І         | Група І |
| -------- | --------------- | ------- |
| 1        | Збройні Сили    | 956     |
| 2        | Динамо          | 544     |
| 3        | Буревісник      | 391     |
| 4        | Трудові резерви | 373     |
| 5        | Труд            | 322     |
| Група ІІ |                 |         |
| 1        | Зенит           | 313     |
| 2        | Спартак         | 280     |
| 2        | Урожай          | 265     |
| 3        | Локомотив       | 161     |